# Sangarābād
Sangarābād (persiska: سَگِز آباد, سَكِز آباد, سَگِّز آباد, سنگر آباد, Sagezābād) är en ort i Iran.   Den ligger i provinsen Qazvin, i den nordvästra delen av landet, 130 km väster om huvudstaden Teheran. Sangarābād ligger 1 298 meter över havet och antalet invånare är 4 953.
Terrängen runt Sangarābād är lite kuperad. Runt Sangarābād är det ganska tätbefolkat, med 108 invånare per kvadratkilometer. Närmaste större samhälle är Dānesfahān, 18,1 km väster om Sangarābād. Trakten runt Sangarābād består i huvudsak av gräsmarker.